# Haemulon steindachneri
Haemulon steindachneri är en fiskart som först beskrevs av Jordan och Gilbert 1882.  Haemulon steindachneri ingår i släktet Haemulon och familjen Haemulidae. IUCN kategoriserar arten globalt som livskraftig. Inga underarter finns listade i Catalogue of Life.